# Direct View
Ein Direct View ist eine lesende und schreibende Sicht auf eine Datenbank. Im Gegensatz zu einem View erlaubt ein Direct View, Daten einzufügen, zu ändern oder zu löschen und die Änderungen in die Datenbank konsistent zurück zu schreiben. Ein Direct View wird nicht in der DBMS, sondern in Form von Metadaten gespeichert und für Generierung der nötigen SQL-Statements ausgewertet. Dies kann entweder zur Laufzeit erfolgen oder von einem Codegenerator, welcher aus Metadaten Programmcode erzeugt.
Anders als ein Dataset in .Net-Framework enthält bzw. verarbeitet ein Direct View nicht nur die Daten selbst, sondern auch die Struktur (d. h. die relationale Verknüpfung) der abgefragten Daten sowie inhaltliche Programmlogik (z. B. Berechnungs- und Plausibilitätsregeln).
Durch Verknüpfung mehrerer Direct Views (z. B. als Master-Detail-Beziehung zwischen einer Master-Kunden- und einer Detail-Sicht über Ansprechpartner des oben ausgewählten Kunden) kann man die Programmlogik eines komplexen Benutzerdialogs (z. B. einer Bildschirmmaske, einer dynamischen Webseite oder eines Reports) beschreiben, modellieren oder auch programmierfrei konfigurieren.